# Haparanda FF
Haparanda FF är en fotbollsförening från Haparanda i Tornedalen i Norrbottens län, bildad 1975. Haparanda SK/Taktiks framgångsrika fotbollssektion uppgick i föreningen efter säsongen 1976.
HFF:s herrlag har som högst spelat i landets fjärde högsta serie (division IV -1986, division III 1987-2005, därefter division II), säsongerna 1982-1990, 1999-2002 samt 2005. Säsongen 2022 återfanns laget i division IV (sjättedivisionen).
Damlaget har deltagit i seriespel sedan 1981, dock med längre avbrott (bland annat 1988-2003).

### Fotnoter
1. 1 2  https://www.svenskfotboll.se/lagsida/haparanda-ff/115252/
2. 1 2  https://www.svenskafotbollsklubbar.se/showclub.php?clubid=2781
3. ↑  https://www.svenskafotbollsklubbar.se/showclub.php?clubid=2783
4. ↑  https://sites.google.com/view/clasglenningfootball/hem/sweden-historical-tables/